# 钱卓伦

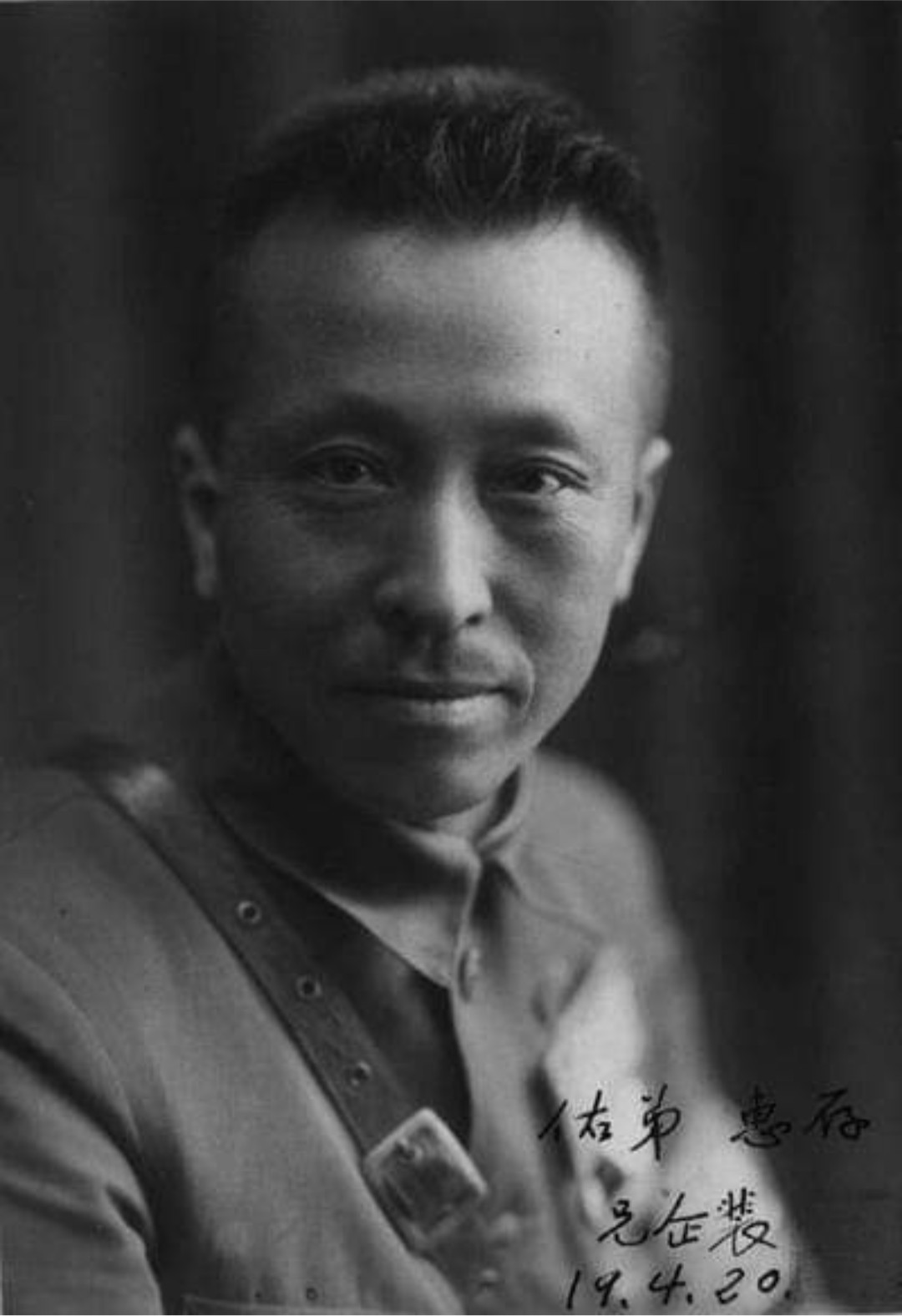
钱卓伦

钱卓伦（1890年2月6日—1967年3月5日），字企裴，江苏宜兴人，国民革命军中将。

## 生平
1937年8月任后方勤务总司令部参谋长。1938年6月晋任陆军中将，调任国民政府军事委员会铨叙厅厅长。1940年获颁陆海空军奖章。
1943年，堂妹旅比學人錢秀玲獲悉一名比國青年因從事反納粹活動遭德軍宣判絞刑，即積極展開營救。錢卓倫與當時德國駐比利時和法國北部戰區的最高行政長官亞歷山大·馮·法肯豪森將軍為舊識，錢女士透過向法肯豪森將軍陳情，促成該青年順利獲釋，其後錢女士陸續成功營救近百名二戰期間被德軍判刑之比利時愛國青年。二戰結束後，為表彰錢秀玲女士的義舉，比利時政府特授予國家感謝勳章，比國瓦隆大區埃科西讷市亦將市中心之一條街命名為「錢夫人路」（Rue Madame Perlinghi）以資紀念。
1941年12月获颁光华奖章。1944年10月获颁三等云麾勛章。1945年2月获政府颁赠纪念勛章。1946年6月任国防部第一厅厅长，负责人事行政。厅内设办公室、总务组和4个处：
- 第一处（将官）：办理全国陆海空军将官人事业务。
- 第二处（校官）：掌理全国陆海空军校尉官的人事
- 第三处（军文）：掌理军用文官的人事事项。
- 第四处（政策）：拟订人事方针、政策、计划与法规
- 第五处（服役）：拟订有关服役计划；规划、实施军官佐属退（除）役、退职、转业事宜。

1946年11月任参谋总长办公室主任；1946年首批获胜利勛章。1949年去台湾任东南军政长官公署主任、高级参谋，兼国防部驻台办事处主任、国防部高参室主任。1953年12月退役。任中国纺织建设公司及中国石油公司顾问。